# Olympische Sommerspiele 1984/Teilnehmer (Mexiko)
| Gelbes Symbol für Goldmedaillen mit stilisierten Olympischen Ringen | Graues Symbol für Silbermedaillen mit stilisierten Olympischen Ringen | Braundes Symbol für Bronzemedaillen mit stilisierten Olympischen Ringen |
| ------------------------------------------------------------------- | --------------------------------------------------------------------- | ----------------------------------------------------------------------- |
| 2                                                                   | 3                                                                     | 1                                                                       |

Mexiko nahm an den Olympischen Sommerspielen 1984 in Los Angeles mit einer Delegation von 99 Athleten (77 Männer und 22 Frauen) an 87 Wettkämpfen in achtzehn Sportarten teil. Fahnenträger bei der Eröffnungsfeier war der Fünfkämpfer Ivar Sisniega.

## Medaillengewinner

### Gold
| Name          | Sportart       | Wettkampf                  |
| ------------- | -------------- | -------------------------- |
| Ernesto Canto | Leichtathletik | Männer, 20 Kilometer Gehen |
| Raúl González | Leichtathletik | Männer, 50 Kilometer Gehen |

### Silber
| Name          | Sportart       | Wettkampf                                  |
| ------------- | -------------- | ------------------------------------------ |
| Héctor López  | Boxen          | Männer, Bantamgewicht                      |
| Raúl González | Leichtathletik | Männer, 20 Kilometer Gehen                 |
| Daniel Aceves | Ringen         | Männer, Fliegengewicht, griechisch-römisch |

### Bronze
| Name                   | Sportart | Wettkampf            |
| ---------------------- | -------- | -------------------- |
| José Manuel Youshimatz | Radsport | Männer, Punktefahren |

## Teilnehmer nach Sportarten

### Bogenschießen
| Männer - Adolfo González Einzel: 33. Platz | Frauen - Aurora Bretón Einzel: 9. Platz |

### Boxen
Männer
- Javier Camacho
Federgewicht: Achtelfinale

- Fausto García
Fliegengewicht: Achtelfinale

- Genaro Léon
Weltergewicht: Viertelfinale

- Héctor López
Bantamgewicht: Silber

- Octavio Robles
Halbweltergewicht: Achtelfinale

- Luciano Solis
Leichtgewicht: 1. Runde

### Fechten
Frauen
- Lourdes Lozano
Florett, Einzel: 31. Platz

### Gewichtheben
Männer
- José Garcés
Mittelschwergewicht: 8. Platz

### Judo
Männer
- Rafael González de la Vega
Ultraleichtgewicht: 12. Platz

- Carlos Huttich
Halbmittelgewicht: 20. Platz

- Gerardo Padilla
Halbleichtgewicht: 20. Platz

- Federico Vizcarra
Leichtgewicht: 13. Platz

### Kanu
Männer
- Arturo Ferrer & Víctor Velasco
Canadier-Zweier, 500 Meter: Hoffnungslauf
Canadier-Zweier, 1000 Meter: 8. Platz

### Leichtathletik
| Männer - Gerardo Alcalá 5000 Meter: Halbfinale - Martín Bermúdez 50 Kilometer Gehen: disqualifiziert - Ernesto Canto 20 Kilometer Gehen: Gold 50 Kilometer Gehen: 10. Platz - Eduardo Castro 5000 Meter: Halbfinale - Marcelino Colín 20 Kilometer Gehen: 17. Platz - Miguel Angel Cruz Marathon: DNF - Juan de la Garza Speerwurf: 14. Platz in der Qualifikation - José Gómez 10.000 Meter: Vorläufe - Rodolfo Gómez Marathon: DNF - Raúl González 20 Kilometer Gehen: Silber 50 Kilometer Gehen: Gold - Jesús Herrera Marathon: 36. Platz - Martín Pitayo 10.000 Meter: Vorläufe | Frauen - María del Carmen Cárdenas Marathon: 40. Platz - María Luisa Ronquillo Marathon: 41. Platz - María Trujillo Marathon: 25. Platz - Alma Vázquez 400 Meter Hürden: Vorläufe |

### Moderner Fünfkampf
Männer
- Marcelo Hoyo
Einzel: 23. Platz
Mannschaft: 5. Platz

- Ivar Sisniega
Einzel: 7. Platz
Mannschaft: 5. Platz

- Alejandro Yrizar
Einzel: 20. Platz
Mannschaft: 5. Platz

### Radsport
Männer
- Raúl Alcalá
Straßenrennen: 11. Platz
100 Kilometer Mannschaftszeitfahren: 17. Platz

- Félipe Enríquez
100 Kilometer Mannschaftszeitfahren: 17. Platz

- Guillermo Gutiérrez
100 Kilometer Mannschaftszeitfahren: 17. Platz

- Cuauthémoc Muñoz
100 Kilometer Mannschaftszeitfahren: 17. Platz

- Luis Rosendo Ramos
Straßenrennen: 17. Platz

- Jesús Rios
Straßenrennen: DNF

- Salvador Rios
Straßenrennen: 47. Platz

- José Manuel Youshimatz
Punktefahren: Bronze

### Reiten
- Jaime Azcárraga
Springen, Einzel: 31. Platz

- Manuel Cid
Dressur, Einzel: 39. Platz
Dressur, Mannschaft: 11. Platz

- Sandra del Castillo
Vielseitigkeitsreiten, Einzel: 34. Platz
Vielseitigkeitsreiten, Mannschaft: DNF

- Cristobal Egerstrom
Dressur, Einzel: 34. Platz
Dressur, Mannschaft: 11. Platz

- Federico Garza
Springen, Mannschaft: 12. Platz

- Margarita Nava
Dressur, Einzel: 36. Platz
Dressur, Mannschaft: 11. Platz

- Raúl Nieto
Springen, Mannschaft: 12. Platz

- Juan Roberto Redon
Vielseitigkeitsreiten, Einzel: DNF
Vielseitigkeitsreiten, Mannschaft: DNF

- Armando Romero
Vielseitigkeitsreiten, Einzel: 40. Platz
Vielseitigkeitsreiten, Mannschaft: DNF

- Fernando Senderos
Springen, Einzel: 18. Platz
Springen, Mannschaft: 12. Platz

- Salvador Suárez
Vielseitigkeitsreiten, Einzel: DNF
Vielseitigkeitsreiten, Mannschaft: DNF

- Gerardo Tazzer
Springen, Einzel: 14. Platz
Springen, Mannschaft: 12. Platz

### Ringen
Männer
- Daniel Aceves
Fliegengewicht, griechisch-römisch: Silber

- Roberto Aceves
Federgewicht, griechisch-römisch: 2. Runde

- Ernesto Bahena
Bantamgewicht, griechisch-römisch: 2. Runde

- Gustavo Delgado
Fliegengewicht, griechisch-römisch: 2. Runde

- Bernardo Olvera
Fliegengewicht, Freistil: 2. Runde

### Rudern
| Männer - Eduardo Arrillaga & Armando Chávez Doppelzweier: 9. Platz | Frauen - María Fernanda de la Fuente Einer: 11. Platz |

### Schießen
| Männer - José Álvarez Luftgewehr: 36. Platz Kleinkaliber, Dreistellungskampf: 30. Platz Kleinkaliber, liegend: 41. Platz - Víctor Garcés Luftgewehr: 46. Platz Kleinkaliber, Dreistellungskampf: 38. Platz Kleinkaliber, liegend: 9. Platz - Mario Sánchez Schnellfeuerpistole: 26. Platz | Offene Klasse - Guillermo Castellanos Trap: 41. Platz - Diego García Trap: 17. Platz - Angel Guzman Skeet: 46. Platz - Nuria Ortíz Skeet: 9. Platz | Frauen - Mónica Patron Sportpistole: 29. Platz |

### Schwimmen
| Männer - Ramiro Estrada 100 Meter Freistil: 23. Platz 4 × 100 Meter Freistil: 16. Platz 4 × 100 Meter Lagen: 14. Platz - José Medina 4 × 100 Meter Freistil: 16. Platz - Eduardo Morillo 100 Meter Brust: 31. Platz 200 Meter Brust: 20. Platz 200 Meter Lagen: 23. Platz 4 × 100 Meter Lagen: 14. Platz - Carlos Romo 200 Meter Freistil: 42. Platz 4 × 100 Meter Freistil: 16. Platz 100 Meter Schmetterling: 33. Platz 4 × 100 Meter Lagen: 14. Platz - César Sánchez 100 Meter Freistil: 48. Platz 200 Meter Freistil: 31. Platz 4 × 100 Meter Freistil: 16. Platz - Ernesto Vela 100 Meter Rücken: 32. Platz 200 Meter Rücken: 26. Platz 4 × 100 Meter Lagen: 14. Platz | Frauen - Rosa Fuentes 4 × 100 Meter Freistil: 11. Platz - Sara Guido 100 Meter Brust: 23. Platz 200 Meter Brust: 17. Platz 4 × 100 Meter Lagen: disqualifiziert im Vorlauf - Irma Huerta 200 Meter Freistil: 24. Platz 400 Meter Freistil: 16. Platz 800 Meter Freistil: 12. Platz 4 × 100 Meter Freistil: 11. Platz - Patricia Kohlmann 100 Meter Freistil: 20. Platz 200 Meter Freistil: 21. Platz 4 × 100 Meter Freistil: 11. Platz 4 × 100 Meter Lagen: disqualifiziert im Vorlauf - Teresa Rivera 100 Meter Freistil: 25. Platz 4 × 100 Meter Freistil: 11. Platz 100 Meter Rücken: 21. Platz 200 Meter Rücken: 20. Platz 4 × 100 Meter Lagen: disqualifiziert im Vorlauf - María Urbina 100 Meter Schmetterling: 28. Platz 4 × 100 Meter Lagen: disqualifiziert im Vorlauf |

### Segeln
- Mauricio Toscano
Windsurfen: 18. Platz

- Eric Mergenthaler
Finn-Dinghy: 18. Platz

- Hermann Mergenthaler & Alejandro Terrones
470er: 20. Platz

- Arnoldo Rábago & Guillermo Tapia
Flying Dutchman: 17. Platz

### Synchronschwimmen
Frauen
- Lourdes Candini
Einzel: Vorrunde

- Claudia Novelo
Einzel: Vorrunde
Duett: 8. Platz

- Pilar Ramírez
Einzel: Vorrunde
Duett: 8. Platz

### Turnen
Männer
- Tony Piñeda
Einzelmehrkampf: 23. Platz
Boden: 32. Platz in der Qualifikation
Pferd: 56. Platz in der Qualifikation
Barren: 57. Platz in der Qualifikation
Reck: 41. Platz in der Qualifikation
Ringe: 58. Platz in der Qualifikation
Seitpferd: 19. Platz in der Qualifikation

### Wasserspringen
| Männer - Carlos Girón Kunstspringen: 12. Platz - Jorge Mondragón Kunstspringen: 9. Platz - José Luis Rocha Turmspringen: 13. Platz in der Qualifikation - Miguel Angel Zavala Turmspringen: 10. Platz | Frauen - Guadalupe Canseco Kunstspringen: 16. Platz in der Qualifikation Turmspringen: 8. Platz - Elsa Tenorio Kunstspringen: 6. Platz Turmspringen: 7. Platz |